# Leopold Pötsch
Leopold Pötsch (18 de noviembre de 1853 - 16 de octubre de 1942) fue un profesor de historia austriaco. Célebre por ser el profesor de Adolf Hitler y quién influyó las visiones del futuro político y líder del Partido Nazi.